# علی‌اکبر پگاه قزوینی
علی‌اکبر پگاه قزوینی خوشنویس و شاعر معاصر ملقب به سلطان الکتّاب در سال ۱۳۳۴ در شهر قزوین دیده به جهان گشود نخست خوشنویسی را نزد پدر فراگرفت. وی هم‌اکنون از استادان به نام خوشنویسی ایران است. یکی از مهارت‌های ایشان سیاه‌مشق می‌باشد. پگاه در حوزهٔ هنر خوشنویسی و گرافیک شاگردان بسیاری تربیت نموده است. استاد بهادر پگاه که از خوشنویسان طراز اول خط شکسته نستعلیق ایران است فرزند ایشان می‌باشد.

## نمایشگاه‌ها
نمایشگاه‌های انفرادی
- نگارخانه سبز تهران (۱۳۷۰)
- نگارخانه عارف قزوین (۱۳۷۲) به همراه جمعی از هنرجویان آموزشگاه خوشنویسی پگاه
- نگارخانه ضرابی تهران (۱۳۷۳)
- بیستمین نمایشگاه بین‌المللی تهران (۱۳۷۳)
- جشنواره خوشنویسی جهان اسلام (۱۳۷۵و۱۳۷۶)
- نگارخانه ریوند میدان هفت تیر تهران (۱۳۷۹)

نمایشگاه‌های گروهی
- نمایشگاه مشترک در قزوین با استادان: پیله چی، عاملی، پگاه در سالن هلال‌احمر (۱۳۶۸)
- نمایشگاه مشترک در تهران به همراه استادان: سهراب سپهری، رضا مافی، علی‌اکبر صادقی، نصرالله افجه‌ای، علی‌اکبر پگاه در نگارخانه سبز تهران (۱۳۷۱)
- نمایشگاه استادان بزرگ نستعلیق ایران در موزه هنرهای معاصر تهران (۱۳۸۷)
- نمایشگاه مجموعه‌داران آثار هنری قدما در موزه هنرهای معاصر تهران (۱۳۸۷)

## آثار
- نای و نی (۱۳۷۶)
- همدم (۱۳۷۷)
- فیروزه خیال (۱۳۸۴)
- جشنواره جهان اسلام (۱۳۷۶)
- ناله زنجیر (۱۳۵۷)
- منزل دوست
- ساقی‌نامه
- کتابت کیمیای سعادت امام محمد غزالی و حسین بن منصور حلاج (از سری شاهکارهای ادبی ایران) در سال (۱۳۶۰ و ۱۳۶۱)
- آخرین اثر وی کتاب سیاه‌مشق از دل به کاغذ است که در بهار سال ۱۳۹۲ با حضور جمعی از هنرمندان کشور و مقدمه‌نویسی بهاءالدین خرمشاهی، آیدین آغداشلو و حمید عابدی‌ها رو نمایی شد.

## فعالیت‌ها
- سمینار رشد و توسعه قزوین
- شرکت در چندین دوره همایش کتابت حضوری قرآن کریم
- دریافت لوح و تندیس به عنوان پیشکسوت هنر خوشنویسی انجمن خوشنویسان ایران (۱۳۸۴)
- شرکت در جشنواره خوشنویسی مشق عشق و برگزیده جشنواره (۱۳۸۷)
- مدرس انجمن خوشنویسان قزوین

وی تا کنون بیش از بیست هزار اثر خوشنویسی شده در قالب‌های قطعه، چلیپا، سیاه‌مشق، کتابت، نقاشی خط و گرایش‌های مدرن به بازار هنر ایران و دیگر کشورها ارائه کرده است که اکثر آن‌ها در موزه‌ها و نزد مجموعه‌داران نگهداری می‌شود.